# Epidella
× Epidella, (abreviado Epdla) en el comercio, es un híbrido intergenérico entre los géneros de orquídeas Epidendrum × Nageliella. Fue publicado en Orchid Rev. 82(968, cppo): 8 (1974).